# 72nd Street (Manhattan)

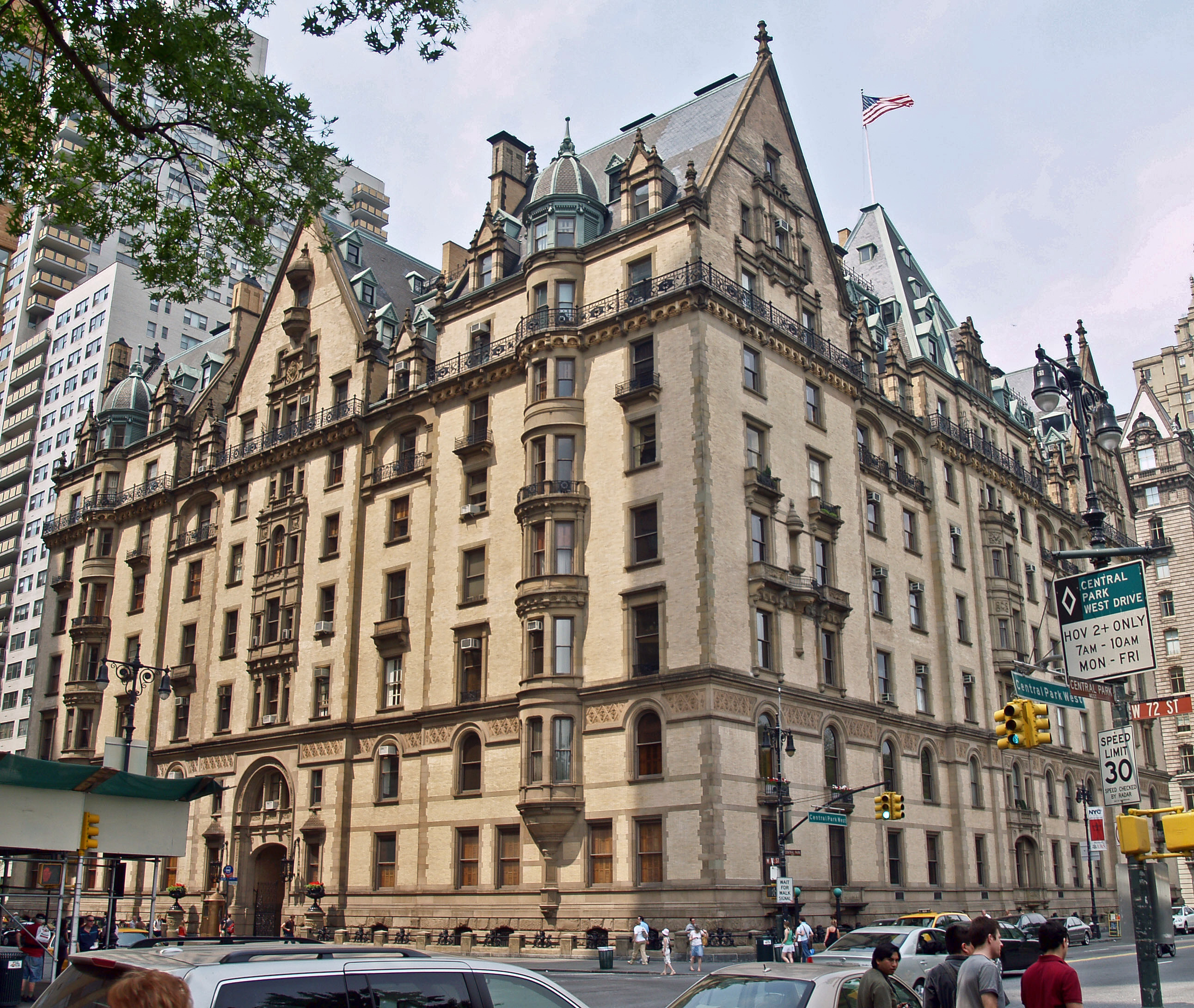
1 West 72nd Street: The Dakota

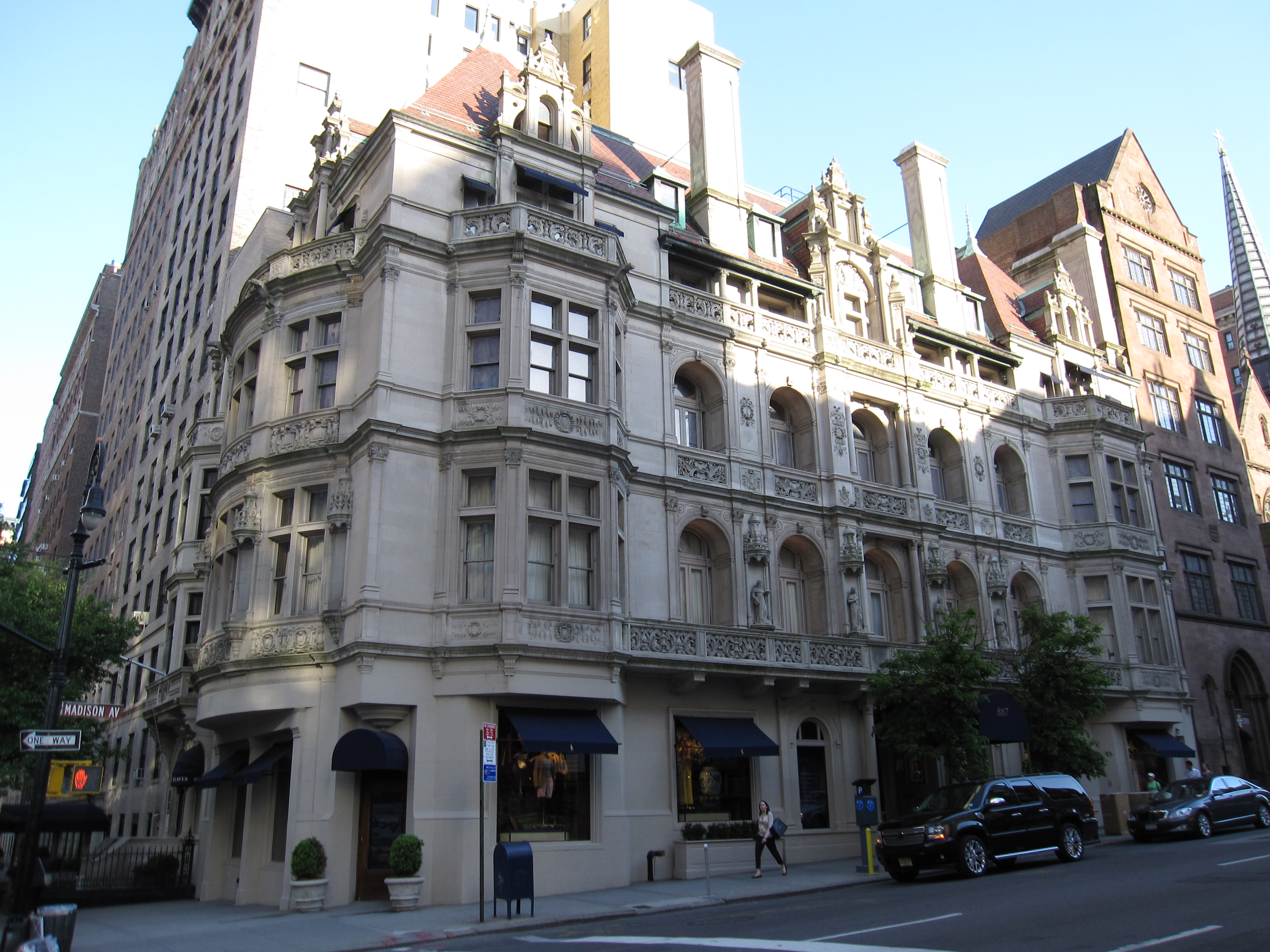
Rhinelander Mansion an der 72nd Street und Madison Avenue.

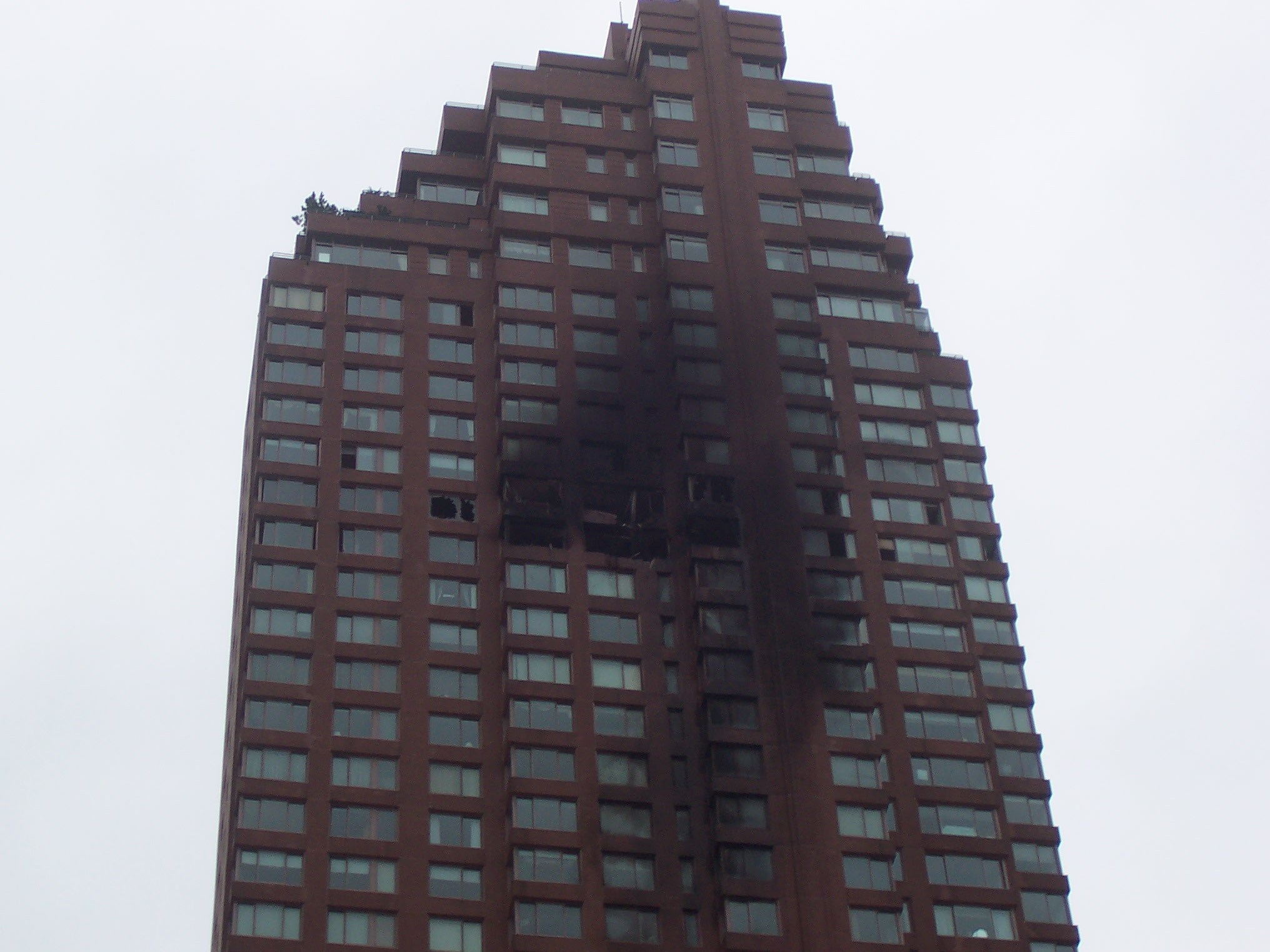
Spuren des Flugzeugabsturzes vom 11. Oktober 2006 in die Belaire Apartments

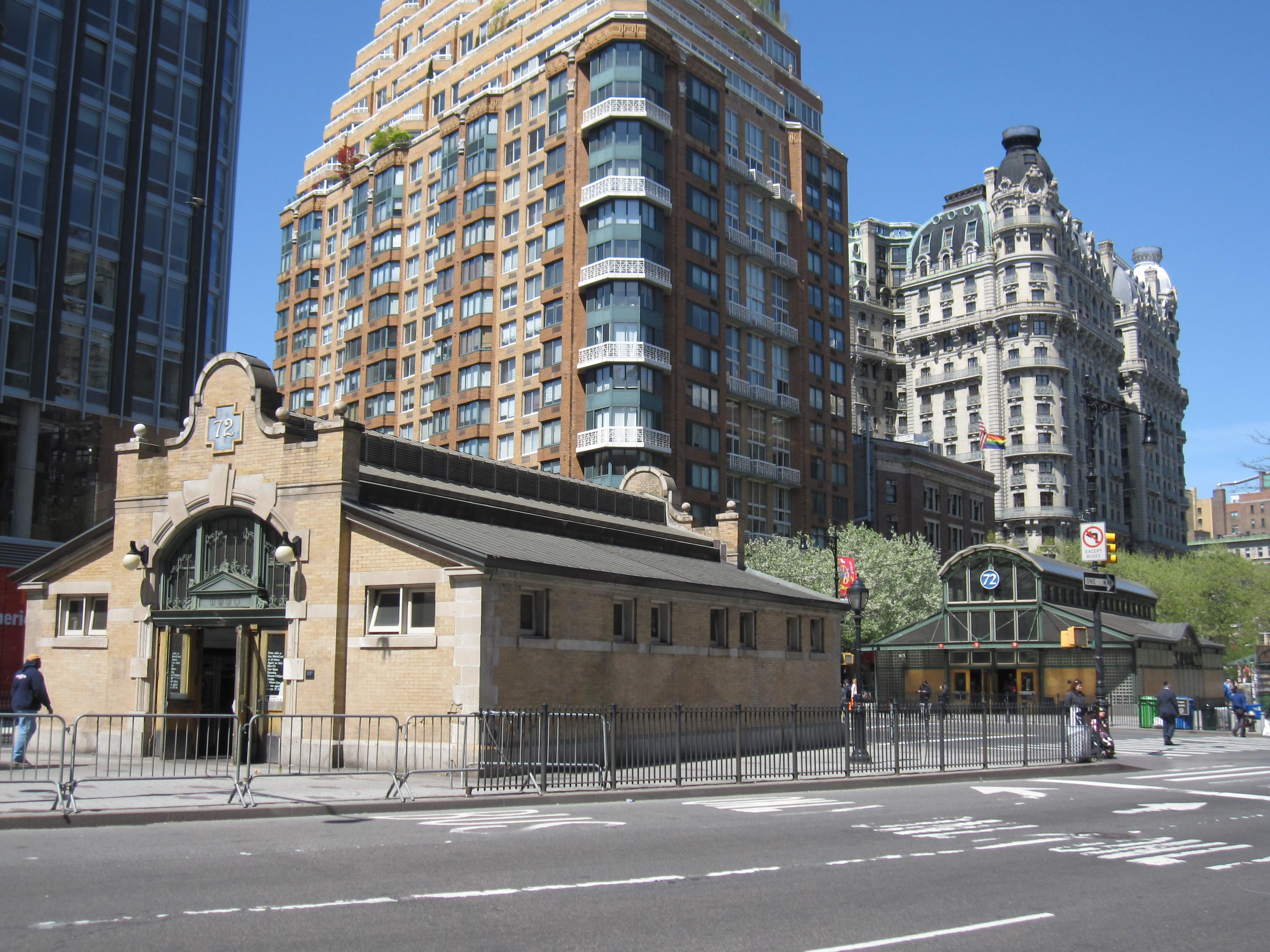
U-Bahn-Eingang an der 72nd Street

Die 72nd Street ist eine Hauptstraße, die quer durch New York Citys Stadtbezirk Manhattan (USA) verläuft.

## Lage und Verlauf
Die 72nd Street verläuft in beide Fahrtrichtungen zwischen Ost und West. Am westlichen Ende biegt sie in das Nordende des Riverside Boulevard. Der Franklin D. Roosevelt East River Drive (FDR Drive) am East River ist das östliche Ende der 72nd Street.
Die 72nd Street ist eine der wenigen Straßen, die durch den Central Park verlaufen. Damit verbindet sie die Upper West Side über das Women's Gate, Terrace Drive und Inventors Gate mit der Upper East Side. Allerdings ist der Terrace Drive oft für den Autoverkehr geschlossen. Daher quert die Buslinie der 72nd Street (M72) den Park auf Höhe der 65th Street.
An der Kreuzung von 72nd Street, Broadway und Amsterdam Avenue befindet sich der Verdi Square – ein kleiner, dreieckiger Platz, gegenüber liegt der Sherman Square.

## Architektur
Vor dem Aufkommen des Autoverkehrs waren die breiten, quer verlaufenden Durchgangsstraßen begehrte Bauplätze für herausragende Herrenhäuser der Gilded Age. Das erste Herrenhaus dieser Art wurde 1916 durch den luxuriösen Block 907 Fifth Avenue aus Eigentumswohnungen an der Südwest-Ecke der Fifth Avenue ersetzt. Auch die Residenz von Charles Lewis Tiffany, die im Jahre 1882 von McKim, Mead and White an der Nordost-Ecke der Madison Avenue erbaut wurde (19 East 72nd Street), wurde durch einen Wohnblock ersetzt, der von Rosario Candela entworfen wurde. Überlebt hat diese städtebauliche Entwicklung das Rhinelander Mansion des Architekten Alexander Mackintosh an der Südwest-Ecke der Madison Avenue (867 Madison Avenue), in der sich heute der Flagship-Store von Ralph Lauren befindet.
Am westlichen Ende der 72nd Street befindet sich im Riverside Park ein Denkmal für Eleanor Roosevelt und die denkmalgeschützten Beaux-Arts Chatsworth Apartments (344 West 72nd Street) des Architekten John E. Scharsmith (erbaut: 1902–1904, Erweiterungsbau: 1905–1906). Das bekannte Wohngebäude The Dakota befindet sich an der Ecke West 72nd Street und Central Park West. An der Third Avenue etablierte der Tower East Wohnblock im Jahre 1960 eine neue Bauart für Wohnhochhäuser. Der mit Platten gestaltete Block ist von der Straße zurückversetzt und hat einen eigenständigen Eingangsbereich im Erdgeschoss.
Am 11. Oktober 2006 stürzte das Flugzeug des Baseballspielers Cory Lidle in die Belaire Apartments, einen 50-stöckigen Wohnkomplex an der 524 East 72nd Street zwischen der York Avenue und dem FDR Drive. Dabei kam Lidle und sein Fluglehrer ums Leben.

## Nahverkehr
Die 72nd Street ist eine wichtige Haltestelle für verschiedene Linien der New Yorker U-Bahn:
- 72nd Street (IRT Broadway – Seventh Avenue Line) am Broadway und Amsterdam Avenue
- 72nd Street (IND Eighth Avenue Line) am Central Park West
- 72nd Street (IND Second Avenue Line) an der Second Avenue. Diese Haltestelle befindet sich seit 2010 im Bau und ist Teil der seit langem geplanten Second Avenue Subway

Der M72 Bus verkehrt über die 72nd Street quer durch die Stadt Richtung Osten zur Upper East Side (York Avenue) bzw. Richtung Westen zur West Side (Freedom Place).
Die nächsten U-Bahn-Haltestellen jenseits der 72nd Street auf der Upper East Side sind die Haltestellen 68th Street – Hunter College (IRT Lexington Avenue Line) und 77th Street (IRT Lexington Avenue Line).